# Raniero da Perugia

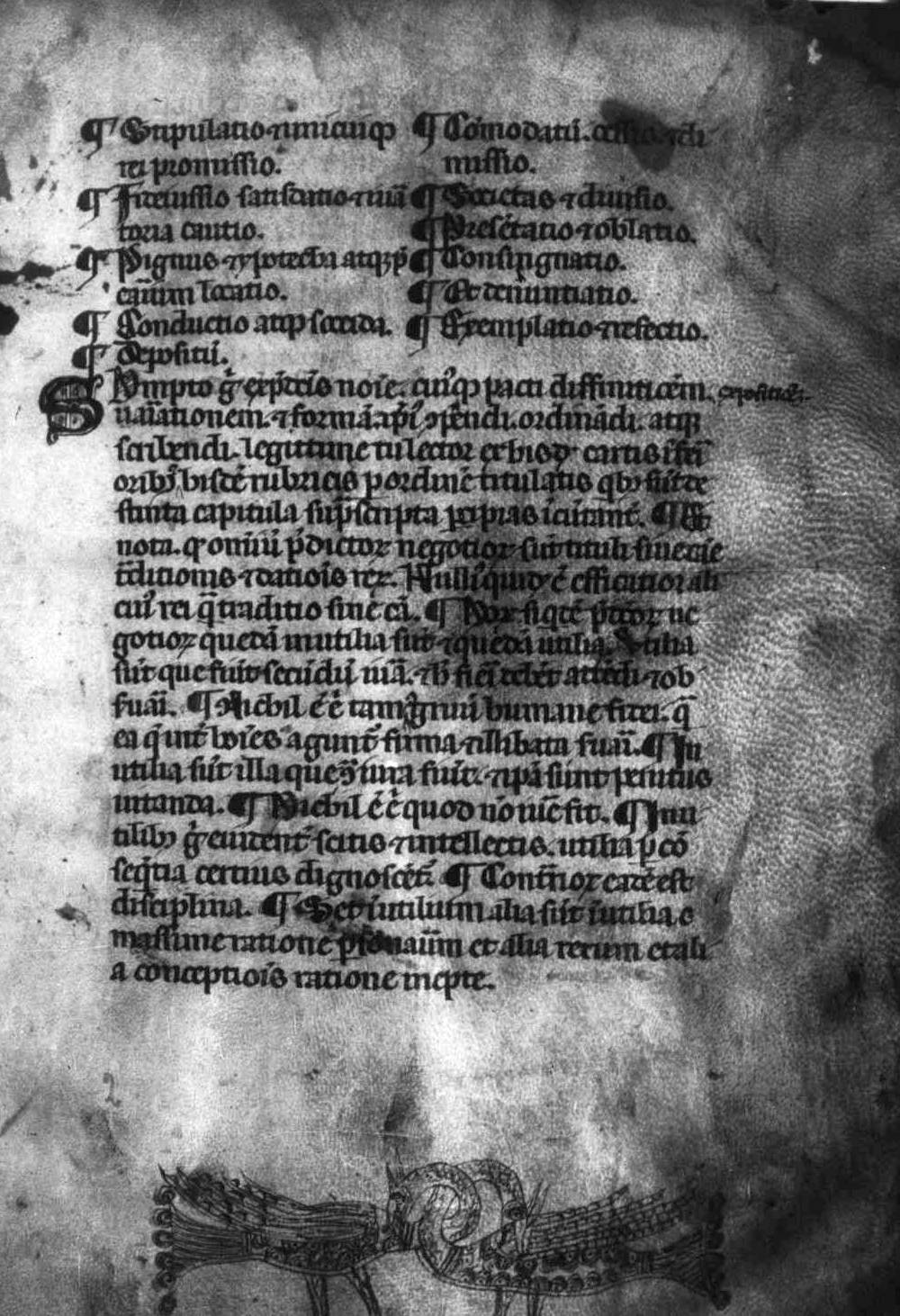
Casus artis tabellionatus, manoscritto, XIII secolo. Firenze, Biblioteca Nazionale Centrale, Fondo Landau Finaly, Landau Finaly 228.

Raniero da Perugia, scritto anche Rainerio o Ranieri e latinizzato come Rainerius Perusinus (Perugia, 1185 circa – Bologna, 1255 circa), è stato un giurista e notaio italiano.

## Biografia
Insegnò l'ars notaria a Bologna. È autore di due opere in questo campo: Liber formularius contractuum ac instrumentorum (ca. 1214) e Ars notaria (1226/33), che fondano l'ars notariae come teoria. L'ultima fu punto di partenza per lo sviluppo di questo genere con Salatiele, Rolandino de' Passaggeri, Bencivenne e altri.
Come notaio fu incaricato dalle autorità cittadine di Bologna per la compilazione del Registro grosso della città.
Fondò la corporazione dei notai di Bologna.
È stata avanzata la sua identificazione con il cosiddetto Notaio Raniero, ma la cosa rimane controversa.

## Opere

### Manoscritti
- Ars notaria, XIII secolo, Perugia, Biblioteca Comunale Augusta, Fondo manoscritti, N.F. 49.
  -  Ars notaria, XIII secolo, Paris, Bibliothèque Nationale de France, Fonds latin, Lat. 15006,  ff. 1r-102v.
  -  Ars notaria, XIII secolo, Sankt Gallen, Kantonsbibliothek, Vadianische Sammlung, VadSlg Ms. 339,  pp. 1-192.
  -  Ars notaria, XIII secolo, Paris, Bibliothèque Nationale de France, Nouvelles acquisitions latines, Nouv. Acq. Lat. 1077.
  -  Ars notaria, XIII secolo, Firenze, Biblioteca Riccardiana, Fondo Riccardiano, Ricc. 918,  ff. 1r-11r.
  -  Ars notaria, XIV secolo, Paris, Bibliothèque Nationale de France, Nouvelles acquisitions latines, Nouv. Acq. Lat. 611,  ff. 1-41.
- Casus artis tabellionatus, XIII secolo, Firenze, Biblioteca Nazionale Centrale,, Fondo Landau Finaly, Landau Finaly 228.